# Shiribeshi (provincie)
Shiribeshi (後志国, Shiribeshi-no-kuni) is een voormalige provincie van Japan, gelegen in de huidige prefectuur Hokkaido. De provincie heeft slechts kort bestaan, van 1869 tot 1882.

## Geschiedenis
- 15 augustus 1869: De provincie Shiribeshi wordt opgericht met 17 districten
- 1872: Een census schat de bevolking op 19.098
- 1882: De provincie wordt opgenomen in de prefectuur Hokkaido.

## Districten
- Kudō (久遠郡)
- Okushiri (奥尻郡)
- Futoru (太櫓郡)
- Setana (瀬棚郡)
- Shimamake (島牧郡)
- Suttsu (寿都郡)
- Utasutsu (歌棄郡)
- Isoya (磯屋郡, later 磯谷郡)
- Iwanai (岩内郡)
- Furuu (古宇郡)
- Shakotan (積丹郡)
- Bikuni (美国郡)
- Furubira (古平郡)
- Yoichi (余市郡)
- Oshoro (忍路郡)
- Takashima (高島郡)
- Otaru (小樽郡)

Aki · Awa (Kanto) · Awa (Shikoku) · Awaji · Bingo · Bitchu · Bizen · Bungo · Buzen · Chikugo · Chikuzen · Chishima · Dewa · Echigo · Echizen · Etchu · Fusa · Harima · Hi · Hida · Hidaka · Higo · Hitachi · Hizen · Hoki · Hyuga · Iburi · Iga · Iki · Inaba · Ise · Ishikari · Iwaki (718) · Iwaki (1868) · Iwami · Iwase · Iwashiro · Iyo · Izu · Izumi · Izumo · Kaga · Kai · Kawachi · Kazusa · Keno · Kibi · Kii · Kitami · Koshi · Kozuke · Kushiro · Mikawa · Mimasaka · Mino · Musashi · Mutsu · Nagato · Nemuro · Noto · Oki · Omi · Oshima · Osumi · Owari · Rikuchu · Rikuzen · Riukiu · Sado · Sagami · Sanuki · Satsuma · Settsu · Shima · Shimōsa · Shimotsuke · Shinano · Shiribeshi · Suo · Suruga · Suwa · Tajima · Tamba · Tane · Tango · Teshio · Tokachi · Tosa · Totomi · Toyo · Tsukushi · Tsushima · Ugo · Uzen · Wakasa · Yamashiro · Yamato · Yoshino